# Bröderna Östermans huskors
Bröderna Östermans huskors är ett folklustspel av Oscar Wennersten. 
Pjäsen handlar om de tre lata skärgårdsbröderna Österman som städslar en hushållerska. När hushållerskan tar befälet på gården vill gubbarna göra sig av med henne. Pjäsen skrevs redan 1913 och har spelats flitigt på landets friluftsteatrar. 
Nils Poppe spelade pjäsen på Fredriksdalsteatern i Helsingborg 1993 med Eva Rydberg i rollen som huskorset Anna Söderberg.
1992 gjordes pjäsen om till musikal och spelades på Folkan i Stockholm, huskorset spelades av Ewa Roos som belönades med Guldmasken för sin rollprestation. 1990 fick pjäsen inviga Fjäderholmsteatern i Stockholm. Åsa Norman gjorde huskorset, och pjäsen spelades där även somrarna 1991, 92 och 93. Pjäsen har också legat till grund för flera filmer.

## Rollista
Denna lista avser uppsättningen vid Fredriksdalsteatern 1993.
- Nils Poppe - Nils Österman
- Eva Rydberg - Anna Söderberg
- Olof Lundström Orloff - Lars Österman
- Thomas Ungewitter - Karl Österman
- Gunilla Poppe - Helena Westman
- Bo Höglund - Jan Westman
- Mia Poppe - Ella Westman
- Inga Ålenius - Sofie Olsson
- Mats Qviström - Hjalmar Olsson
- Håkan Mohede - Kronolänsman
- Alexandra Zetterberg - Grevinnan von Leijonflycht
- Bo Westerholm - Greve von Leijonflycht

## Övrig teaterpersonal
Denna lista avser uppsättningen vid Fredriksdalsteatern 1993.
- Nils Poppe & Lars Tylle Herlin - Bearbetning
- Björn Dronner - Scenograf
- Ulf Larsson - Scenbygge
- Gabriella Folkunger & Mikael Bohlin - Rekvisita
- Margareta Nilsson - Musik
- Mona Jensen & Terese Andersén - Peruk & Mask
- Bodil Munkvold - Sekreterare
- Mikael Bohlin - Inspicient
- Bo Westerholm - Koreograf & Regiassistent
- Anders Brandt, Johan Dernelius, Nils Reimers & Richard Tornheden - Kamera
- Garage Studio - Ljud
- Tony Gustafsson - Ljus
- Ingamay Hörnberg - Bildmixer
- Richard Tornheden - VB-Redigering
- Bo Gösta Bladh - Teknisk Ledning
- Bengt Roslund - Bildregi & TV-Produktion

## Filmatiseringar
- 1967 – Mig og min lillebror
- 1955 – Bröderna Östermans bravader
- 1945 – Bröderna Östermans huskors
- 1932 – Bröderna Östermans huskors
- 1925 – Bröderna Östermans huskors